# George Marx
George Marx (Laubach, 22 giugno 1838 – Washington, 3 gennaio 1895) è stato un entomologo e aracnologo statunitense, di origini tedesche, che si occupò essenzialmente di ragni.

## Biografia
Compì gli studi superiori a Darmstadt. Inizialmente si interessò di botanica, ma ben presto i suoi interessi di spostarono nelle materie farmaceutiche. 
Nel 1860 partì alla volta degli Stati Uniti come farmacista volontario al seguito dell'esercito durante la Guerra di Secessione. Alla fine della guerra, continuò la sua attività dal 1862 al 1865 a New York e dal 1865 al 1878 a Filadelfia.
Proprio in quest'ultima città si appassionò allo studio degli aracnidi, in particolare dei ragni e dal 1878 collaborò col Ministero dell'Agricoltura in qualità di esperto del ramo.
Dal 1889 si interessò di illustrazioni dei ragni, dando un cospicuo aiuto al completamento dell'opera Die Spinnen Amerikas che l'aracnologo Eugen von Keyserling (1833-1889) aveva lasciato incompiuta per morte improvvisa, riuscendola a pubblicare nel 1891. Ha anche edito vari articoli sui ragni dell'America settentrionale, corredati di notevoli ed esplicative illustrazioni.
Dal 1891 al 1894 ha diretto l'Entomological Society of Washington che aveva contribuito a fondare.

## Alcuni taxa descritti
- Hypochilidae Marx, 1888, famiglia di ragni
- Acanthepeira Marx, 1883, genere di ragni Araneidae
- Hentzia Marx, 1883, genere di ragni Salticidae
- Ocrepeira Marx, 1883, genere di ragni Araneidae
- Micrathena funebris (Marx, 1898), specie di ragni Araneidae

## Taxa denominati in suo onore
- Aphonopelma marxi (Simon, 1891) , ragno, Theraphosidae
- Cosmophasis marxi (Thorell, 1890) , ragno, Salticidae
- Hypomma marxi (Keyserling, 1886), ragno, Linyphiidae
- Philodromus marxi Keyserling, 1884, ragno, Philodromidae
- Satilatlas marxi Keyserling, 1886, ragno, Linyphiidae
- Thymoites marxi (Crosby, 1906), ragno, Theridiidae
- Trebacosa marxi (Stone, 1890), ragno, Lycosidae

## Pubblicazioni
- Marx, G., 1886, - Description of Gasteracantha rufospinosa. Ent. Amer. vol.2, p. 25-26.
- Marx, G., 1888, - New species of Theraphosidae. Proc. ent. Soc. Wash. vol.1, p. 116-117.
- Marx, G., 1890, - Catalogue of the described Araneae of temperate North America. Proc. U. S. nat. Mus. vol.12, p. 497-594
- Marx, G., 1891, - A contribution to the knowledge of North American spiders. Proc. ent. Soc. Wash. vol.2, p. 28-37.
- Marx, G., 1892, - A contribution to the study of the spider fauna of the Arctic regions. Proc. ent. Soc. Wash. vol.2, p. 186-200.